# JavaFX
JavaFX  представља софтверску платформу за креирање и ширење десктоп апликација, као и богатих интернет апликација (RIAs) , који могу да раде на широком спектру уређаја. Он је дизајниран да замени свинг као подразумевана GUI библиотека за Јаva SE, али је одлучено да ће оба бити укључена у догледној будућности. JavaFX има подршку за десктоп компјутере и веб претраживаче на Windows, Linux и Mek оперативним системима.
До верзије 2.0 JavaFX програмери користе статички куцан, декларативан језик који се звао  JavaFX Script за креирање JavaFX апликација. Због тога што је JavaFX Script  компајлиран у Java bytecode, програмери су такође могли да користе обичан Java код. JavaFX апликације се могу покренути на било ком десктопу који може да покрене Java SЕ, на било ком претраживачу који може да покрене Java EE, или на било ком мобилном телефону који може да покрене Javа ME.
JavaFX 2.0 и касније верзије су имплементиране као изворна Јава библиотека, и апликације које користе JavaFX су писане углавном на Јави. JavaFX Script је првобитно направљен у компанији Oracle, међутим, развој се наставља у Visage-у. JavaFX 2.х не подржава Соларис оперативни систем или мобилне телефоне; ипак, Оracle планира да интегрише JavaFX апликације у Java SE Embedded 8, и ЈаваFX за АRМ процесоре је у крајњој фази продукције.
На десктоп рачунарима, JavaFX подржава Windows XP, Windows Vista, Windows 7, Windows 8, Маc ОS X и Linux оперативне системе. Почев од JavaFX 1.2, Oracle објављује бета верзију за OpenSolaris. На мобилном телефону, JavaFX Mobile 1.x је у стању да ради на различитим мобилним оперативним системима, укључујући Symbian OS, Windows Mobile, и  оперативне системе у реалном времену.

## Технички извештаји
Општи профил
ЈаvaFX 1.1 заснива се на концепту "општег профила", који је дизајниран за све уређаје, који су подржжани од стране JavaFX. Такав приступ омогућава програмерима да користе заједнички модел програмирања приликом креирања апликација намењених за десктоп и мобилне уређаје и деле већи део кода, графичке објекте и садржај између десктоп и мобилне верзије.
Да би се обратили потребама подешавања апликација на одређену класу уређаја, платформа JavaFX 1.1 укључује API који су специфични за десктоп или мобилни телефон. На пример JavaFX Desktop профил укључује Swing и врхунске, напредне визуелне ефекте.
Drag-to-Install
Са становишта крајњег корисника "Drag-to-Install" вам омогућава да превучете JavaFX виџет (или апликација која постоји на сајту и видљива је на претраживачу) и превуците га на радну површину. Апликације неће изгубити свој статус или контекст, чак и када затворите прегледач. Апликација такође може бити поново покренута тако што се кликне на скраћеницу која нам се после инсталације аутоматски инсталира на радну површину.
Такво понашање је дозвољено у Java applet механизму, почев од Јаве 6, и њене 10. верзије  и користи се JavaFX од основног јава слоја.
Sun је декларисао "Drag-to-Install", као отварање новог модела дистрибуције и омогућавање програмерима да се "одвоје од претраживача".
Интеграција график настале од стране независних алата
JavaFX 1.x је фабрички у себи садржавао додатке за Adobe Photoshop и Illustrator, који омогућавају да савремена графика буде директно интегрисана у JavaFX апликације. Додаци генеришу JavaFX Script код, који чува слојеви и структуре графике. Програмери због тога могу лако додати анимације или ефекте на статичку графику која је увезена.
Ту је био и SVG алат за конвертовање графике (такође познат као Media Factory), који вам омогућава да увезете графику након конверзије на JavaFX формат.

## Дизајн достигнућа
Sun Microsystems лиценцирао је посебно направљен фонт који се зове Аmble и користи се на уређајима чија је база JavaFX . Фонт су дизајнирали специјалисти за мобилни интерфејс  под називом Punchcut и доступан је као део пакета JavaFX SDK за 1.3 верзију.

## Компоненте платформе JavaFX-а
У JavaFX 2.x платформа обухвата следеће компоненте:
1. JavaFX SDК: runtime алати. Графика, медији веб-сервис и богат текст библиотеке. У ЈаvаFX 1.x је такође био укључен JavaFX компајлер додатак, који је сада застарео с обзиром на то да је сав кориснички код у JavaFX написан у Јави.
2. NетВеаns IDE за JavaFX: NетВеаns са drag-and-drop палетом који служи за додавање објеката са трансформацијом, специјалним ефектима и анимацијом, као и скупом примера. За JavaFX 2 подршку потребан је барем NetBeans 7.1.1 . За Еclipse кориснике постоји додатак постављен на Project Кеnai.
3. JavaFX scene builder: овај модел је развијен за ЈаvaFX 2.1 и изнад. Кориснички интерфејс (UI) настаје повлачењем и спуштањем контрола из палете. Ова информација је сачувана у датотеку у FXML, који је посебан XML формат.
4. Алати и додаци за креативне алате ( такође познат као Production Suite): додаци за Adobe Photoshop и Аdobe Illustrator , која може експортовати графичка средства у JavaFX Script код, алати за конверзију SVG графике у JavaFX Script код и дозвољавају преглед активе која је претварена у JavaFX од стране других алата (тренутно није подржан у JavaFX 2.x верзији)

## JavaFX Mobile
ЈаvaFX Mobile је била имплементација JavaFX платформе за богате интернет апликације, усмерених на мобилне уређаје. JavaFX Mobile 1.x апликације могу бити развијене на истом језику, JavaFX Script, као JavaFX 1.x апликације за прегледач или десктоп, и користећи исте алате: JavaFX SDK и JavaFX Production Suite. Овај концепт омогућава да делите код и графичке својине за десктоп и мобилне апликације. Захваљујући интеграцији са Јаva ME, у JavaFX апликације имају приступ могућностима тог корисничког телефона телефона, као што су filesystem, камера,GPS, bluetooth и аccelerometer.
Као независна платформа за апликације изграђена на Јави, JavaFX Mobile је способан да ради на различитим мобилним оперативним системима, укључујући Android, Windows mobile, и власнички оперативним системима у реалном времену.
JavaFX Mobile је јавно био доступан као део пакета ЈаvaFX 1.1-kоји је пуштен на коришћење од стране "Sun Microsystems" 12. фебруара 2009.
Sun је планирао да укључи out-of-the-box подршку JavaFX-а на уређајима радом са произвођачима телефона и мобилних оператера, да скинули JavaFX  Mobile на уређаје. JavaFX Mobile који раде на Android платформи показан на JavaOne-у 2008. године и изабрана партнерства (укљ. LG Electronics, Sony Eriсsson) су објављени на JavaFX Mobile лансирању у фебруару 2009. године.

## Историја
JavaFX Script, компонента JavaFX-а, и почео као пројекат Криса Оливера под назвом F3.
"Sun Microsystems" први пут је најавио JavaFX на JavaOne  Worldwide Java Developer конференцији у мају 2007. године.
У мају 2008. године предузеће Sun Microsystems је најавило да планира да избаци на тржиште JavaFX за прегледач и десктоп, у трећем кварталу 2008. године, а JavaFX за мобилне уређаје у другом кварталу 2009. године. Sun је такође најавио дугогодишњи споразум са  Оn2 Technologies за пружање свеобухватне видео способности JavaFX породици производа користећи  TrueMotion Video codec. Почев од краја јула 2008. године, програмери су били у могућности да преузму  преглед верзију JavaFX SDK за Windows и Macintosh, као и  JavaFX додатак за NеtВеаns 6.1.
Велика издања још од JavaFX 1.1 имају имена базирана на улици или округу у Сан Франциску. Ажурирање издања обично немају имена.

### JavaFX 1.0
4. децембра 2008. године Sun је објавио JavaFX 1.0.2

### JavaFX 1.1
JavaFX за развој мобилних уређаја је коначно био доступан као део пакета JavaFX-а 1.1  (по имену Франк) најављен званично 12. фебруара, 2009.

### ЈаvaFX 1.2
JavaFX 1.2 (назван Марина) био је пуштен на JavaOne-у  2. јуна 2009. године. Ово издање је увело:
- Бета подршку за Linux и Solaris,
- Интегрисане контроле и распореди,
- Skinnable СSS контроле,
- Интегрисане график додатке,
- Компоненте улаз/излаз,  маскирање разлике између десктоп и мобилних уређаја,
- Побољшања брзине.
- Windows Mobile Runtime са Sun Java Wireless Client-ом.

### JavaFX 1.3
JavaFX 1.3 (по имену Сома) је објављена 22. априла 2010. године. Ово издање представља:
- Побољшања перформанси
- Подршку за додатне платформе
- Побољшану подршку за управљање корисничког интерфејса

### JavaFX 1.3.1
Ова верзија је објављена 21. августа 2010. године. У овом издању је представљено:
- Брзо време покретања апликације JavaFX.
- Кориснички напредак-бар за покретање апликације.

### JavaFX 2.0
Ова верзија (по имену Пресидио) објављена је 10. октобра 2011. године. У овом издању је представљен:
- Нови скуп Јава API-ја koji otvara JavaFX могућности за све Јава програмере, без потребе да они науче нови језик. Јава FX Script подршка је обустављена заувек.
- Подршка за високе перформансе "лењог везивања", секвенсних експресија, и делимично повезане ре-евалуације.
- Избацивање подршке JavaFX Mobile.
- Оracle најављује њихову намеру да стави JavaFX као "open source".
- JavaFX "runtime" почиње да буде одређен за сваку платформу, користећи могућности система, као видео кодек на располагању у систему ; уместо да имплементира само једну крос-платформу "runtime" као са JavaFX-ом 1.x .

Разна побољшања су направљена у JavаFX библиотекама за мулти-"трединг". "Task" API-еви су  били ажурирани да подржавају много концизније "тред" могућности (тј. JavaTaskBase класа није више неопходна имајући у виду да сви API-јеви су у Јави, и потражња за ). Осим тога, сценски графикон је дизајниран да омогући сценама да буду изграђене на тредовима у позадини а онда да буду спојени са "live" сценама на threadsafe начин.
26. маја 2011. године Oracle је објавио JavaFX 2.0 Бета верзију. Бета верзија је била доступна само за 32-и 64-битне верзије оперативног система Microsoft Windows XP, Windows Vista и Windows 7. Верзија за рани приступ за Mac OS X је такође био доступан за чланове JavaFX  партнерском програму у то време, док је подршка Linux била планирана у будућем издању JavaFX апликације. JavaFX 2.0 је објављена са подршком само за Windows. Маc OS X подршка је додата у JavaFX 2.1. Подршка за Linux је додата у JavaFX 2.2 .
JavaFX 2.0 је користи нови декларативи XML језик који се зове FXML.

### JavaFX 2.1
27. априла 2012, Oracle је објавио верзију 2.1 JavaFX, , која обухвата следеће главне карактеристике:
- Прва званична верзија за Mac ОS X (само за десктоп)
- Подршка за H. 264/MPEG-4 AVC и напредно аудио кодирање
- CoolType текст
- Побољшање корисничког интерфејса, укључујући елементе контроле combo-box-а, графиконе, и нове опције на менију
- "Webview" вам омогућава да JavaScript зове Јава методе

### JavaFX 2.2
14. августа 2012. године, компанија Оracle је објавио верзију 2.2 JavaFX, , који обухвата следеће главне карактеристике:
- Подршка за Linux (укључујући додатак и webstart)
- Платно
- Нове контроле: Избор боја, Пагинитација
- HTTP подршка за пренос уживо
- Догађаји на додир и покрете
- API рад са сликама
- Матерње Паковање

JavaFX 2.2 додаје нову опцију за паковање под називом "Матерње Паковање", што вам омогућава да се спакује апликацију као "матерњи комплет". Ово даје корисницима могућност да инсталира и покрене апликацију без икаквих спољних зависности од система JRE или FX SDK.
Од преласка Оracle Java SE 7 на Java SE 6 и JavaFX 2.2 је стављен у комплет и дат на инсталирање са Оracle Јаvа SЕ платформом.

### JavaFX 8
JavaFX је од ове верзије део JRE/JDK за Јава 8 и има исти начин нумерисања, односно, звала се JavaFX 8.
JavaFX 8 додаје неколико нових функција, укључујући:
- Подршка 3Д графике[19][20]
- Подршка за Сензор
- Подршка за штампање и богат текст
- Генерички обрасци дијалога кроз укључивање ControlsFX-а у замену за JOptionPane као од JavaFX 8u40.[21]

### JavaFX 9
JavaFX 9 приказује карактеристике усмерене на издвајању неких корисних приватних API-јева са JavaFX кода те API јавности:
- JEP 253: припремите контроле корисничког интерфејса JavaFX CSS и API за Модуляризации[22]

### Будући рад
Oracle је такође најавио у новембру 2012. године стаљање Decora  у "опен сорс" , DSL Shader за JavaFX који вам омогућава да генеришете Shaders за OpenGL технологије и Direct3D.

## Платформе
Од марта 2014. JavaFX је издат за Windows, Mac OS X и Linux Desktop. Оracle има унутрашњи порт JavaFX-а на iOS и Android Linux. Подршка за АRМ ће бити доступна почев од JavaFX 8. 11. фебруара, 2013, Ричард Баир, главни архитекта клијента Платформе Јава у Оracle, најавио је да ће Oracle ставити на опен сорс имплементацију JavaFX  платформи за Андроид и Мек оперативни систем у наредна два месеца.
Почев од верзија 8u33 JDK-а за ARM, подршка за JavaFX Embedded је уклоњена.
Подршка ће бити настављена само за x86 архитектуре.

## Лиценца
Постоје разне лиценце за модуле који чине JavaFX runtime:
- Део језгра JavaFX runtime-а је још увек власнички софтвер и његов код још увек није објављен за јавност,[32] међутим, програмери и ствараоци те технологије раде на томе да код ускоро буде објављен.[33]
- JavaFX компајлер[34] и старија верзија 2D Scene graph[35] је издата под GPL v2 лиценцом,
- NetBeans додатак за JavaFX је под двоструком лиценцом GPL V2 и CDDL.[32]

Током развоја, компанија Sun је објаснила да ће објавити своју стратегију JavaFX модела лиценцирања за JavaFX-ово прво издање. Након откривања , Јееt Каul, потпредседник одељења за софтвер клијената компаније Sun, објаснио је ће ускоро објавити спецификације за JavaFX и њихову повезаност са  форматом датотека, и да ће наставити да ставњају "опен сорс" за JavaFX runtime, као и да ће наставити са одвајањем  језгра од приватних делова који су лиценцирани од стране неке друге компаније .
На JavaOne-у 2011. , Oracle је најавио да ће JavaFX 2.0 отвореног кода. Почетком децембра 2011. године Oracle је почео да ставља JavaFX на отворен код са GPL+linkin изузетком.
У децембру 2012. године, Oracle је објавио нове порције JavaFX изворног кода:
- анимације и timeline класе
- механизам испоруке догађаја и разних других класа основе
- "Render tree" интерфејс и имплементација овог интерфејса
- геометрија и имплементација облика
- подршка за логовање

## Још погледај
- JavaFX Script
- Curl (програмски језик)- декларативан програмерски језик за веб апликације